# Еутерпа
Еутерпа (грч. Ευτέρπη, лат. Euterpe, изговор: старогрчки „еутерпе“, новогрчки „ефтерпи") је Зевсова и Мнемозинина кћерка, једна је од девет Муза. Заштитница је музике, а када је постала заштитница лирске поезије обично је приказивана са аулосом.
Еутерпино име долази од грчких речи Ευ = "добро" и τέρπεω = "задовољити", а спојена реч Ευτέρπη значи "она која воли, обожава, увесељава, задовољава".

## Митологија
Еутерпи се приписују изум аулоса дувачког инструмента сличног данашњој обои, мада већина митографа мисли да је аулос измислило сатир Марсија из Фригије, несретни такмац у свирању са богом Аполоном.
Речни бог Стримон је оплодио Еутерпу и она је родила сина Реса кога је касније, према Хомеровој Илијади убио Диомед у Тројанском рату.